# Ryan Grantham
Ryan Grantham (Canada, 30 november 1998) is een voormalig Canadees acteur/stemacteur en veroordeelde moordenaar.  Hij werd bekend met rollen in The Imaginarium of Doctor Parnassus (2009), Diary of a Wimpy Kid (2010) en Riverdale (2019). In 2022 werd hij veroordeeld tot een levenslange gevangenisstraf voor de moord op zijn moeder.

## Carrière
Op negenjarige leeftijd begon Grantham met acteren, in 2007 kreeg hij een rol in de tv-film The Secret of the Nutcracker. Hierna speelde hij in de film Jumper als de vijfjarige David. Na deze rollen kreeg Grantham steeds meer acteerwerk aangeboden voor televisie, film en reclames. Hij verwierf vanaf 2009 bekendheid met rollen in films als The Imaginarium of Doctor Parnassus (2009) en Diary of a Wimpy Kid. In 2019 was Grantham te zien in een aflevering van de televisieserie Riverdale.

## Persoonlijk leven
Ryan Grantham werd geboren als zoon van Barbara Waite in British Columbia, Canada. Hij voltooide zijn opleiding aan de Simon Fraser University in British Columbia. Grantham heeft een zus. 

### Veroordeling voor moord
Op 31 maart 2020 schoot Grantham zijn 64-jarige moeder dood in Squamish, British Columbia, terwijl zij thuis achter de piano zat. Hij filmde het incident met een draagbare videocamera. Grantham was vervolgens van plan om premier Justin Trudeau te vermoorden in diens huis in Rideau Cottage. Grantham reed 200 km naar de stad Hope, maar bedacht zich en reed naar Vancouver, waar hij een massale schietpartij van plan was, mogelijk op de campus van de Simon Fraser University of de Lions Gate Bridge. Eenmaal daar aangekomen zag hij ervan af hij en gaf hij zichzelf aan voor moord; hij was op dat moment zwaar onder invloed van verdovende middelen. Na een rechtszaak werd hij veroordeeld tot levenslange gevangenisstraf; over 14 jaar komt hij in aanmerking voor vervroegde vrijlating.

## Filmografie

### Film
| Jaar | Titel                               | Rol                       | Opmerkingen:               |
| ---- | ----------------------------------- | ------------------------- | -------------------------- |
| 2008 | Jumper                              | 5-jarige David            | niet genoemd               |
| 2008 | The Escape of Conrad Lard-Bottom    | Jonge Conrad              | Korte film                 |
| 2008 | Slap Shot 3: The Junior League      | Kleine weesjongen – Timmy | niet genoemd               |
| 2008 | The anachronism                     | Sebastiaan                | Korte film                 |
| 2009 | Zombie Punch                        | Cody Turner               | Actie, Horror/thrillerfilm |
| 2009 | The Imaginarium of Doctor Parnassus | Kleine Anton              |                            |
| 2009 | Santa Buddies                       | Sam                       |                            |
| 2010 | Diary of a Wimpy Kid                | Rodney James              |                            |
| 2010 | Altitude                            | Ben                       |                            |
| 2011 | Marley & Me: The Puppy Years        | Moose                     | Stem rol                   |
| 2011 | Liz                                 | Kevin                     | Korte film                 |
| 2012 | Barricade                           | Jake Schade               |                            |
| 2012 | Becoming Redwood                    | Redwood                   | Hoofd rol                  |
| 2014 | Way of the Wicked                   | Jonge Robbie              |                            |
| 2016 | Considering Love and Other Magic    | Tommy                     | Drama, Fantasiefilm        |

### Televisie
| Jaar       | Titel                         | Rol                  | Opmerkingen:                                                                     |
| ---------- | ----------------------------- | -------------------- | -------------------------------------------------------------------------------- |
| 2007       | The Secret of the Nutcracker  | Billy                | tv-film                                                                          |
| 2008       | Storm Cell                    | Sean                 | tv-film                                                                          |
| 2008       | Trial by Fire                 | kleine jongen        | tv-film                                                                          |
| 2008       | The Guard                     | Jongen               | Aflevering: " The Hold "                                                         |
| 2008, 2015 | Supernatural                  | Todd Jager jongen #1 | Aflevering: " Wishfull thinking " Aflevering: " Uit de duisternis, in het vuur " |
| 2009       | Harper's Island               | Jonge J.D            | Aflevering: " Sigh "                                                             |
| 2009       | The Troop                     | Stevie               | Aflevering: " The Good, the Bad en de Ickie Doll "                               |
| 2009-2010  | Riese                         | Arkin                | tv-miniserie; 6 afleveringen                                                     |
| 2010       | Goblin                        | Ben                  | tv-film                                                                          |
| 2010       | Ice Quake                     | Shane Webster        | tv-film                                                                          |
| 2010       | Battle of the Bulbs           | Tim Wallace          | tv-film                                                                          |
| 2011       | Kits                          | Ryder                | tv-film                                                                          |
| 2012       | Smart cookies                 | Dax                  | tv-film; niet genoemd                                                            |
| 2012       | The 12 Disasters of Crhistmas | Peter                | tv-film                                                                          |
| 2013       | The Carpenter’s Miracle       | Luke Quinn           | tv-film                                                                          |
| 2013       | Falling Skies                 | getuigd kind         | Aflevering: " Secundaire schade "                                                |
| 2014       | Some Assembly Required        | Logan                | Aflevering: " Teeny Toddler Chemistry Set "                                      |
| 2015       | iZombie                       | Volle auto           | Aflevering: " Virtual Reality Bites "                                            |
| 2015       | Perfect High                  | Robbie Walker        | tv-film                                                                          |
| 2019       | Unspeakable                   | Andy Girard          | Aflevering: " Emergence (1982-1983) "                                            |
| 2019       | Undercover cheerleader        | Max                  | tv-film                                                                          |
| 2019       | Riverdale                     | Jeffery              | Aflevering: " Hoofdstuk achtenvijftig: In Memoriam "                             |

## Prijzen en nominaties
| Jaar | Prijs                               | Categorie                                         | Werk                        | Resultaat   | Ref.   |
| ---- | ----------------------------------- | ------------------------------------------------- | --------------------------- | ----------- | ------ |
| 2009 | Leo Awards                          | Kort drama - Beste uitvoering door een man        | TheAnachronism (2008)       | Genomineerd | [ 11 ] |
| 2010 | Young Artist Award                  | Beste Prestaties in een Korte Film - Jonge Acteur | TheAnachronism (2008)       | Genomineerd | [ 12 ] |
| 2012 | Young Artist Award                  | Beste Prestaties in een Korte Film - Jonge Acteur | Liz (2011)                  | Gewonnen    | [ 13 ] |
| 2012 | Vancouver Short Film Festival Award | Beste Mannelijke Acteur                           | Liz (2011)                  | Gewonnen    | [ 14 ] |
| 2013 | Leo Awards                          | Beste hoofdrol van een man in een langspeeldrama  | Becomming Redwood           | Genomineerd | [ 15 ] |
| 2013 | UBCP/ACTRA Awards                   | beste nieuweling                                  | BecommingRedwood            | Genomineerd | [ 16 ] |
| 2017 | The Joey Awards                     | Beste acteur in een hoofdrol in een speelfilm     | Love and Other Magic (2016) | Genomineerd | [ 17 ] |